# موسیقی گرجی
موسیقی گرجی به موسیقی سنتی مردم گرجی گفته می‌شود. گرجی‌ها از موسیقی سنتی غنی و پر جنب و جوشی برخوردار هستند که در اصل بر پایهٔ موسیقی چندصدایی استوار است. گرجستان به دلیل قرار گرفتن در مرز بین اروپا و آسیا، جایگاهی برای سبک‌های مختلفی از موسیقی‌های شهری با آمیزه‌ای از سرودهای چند صدایی بومی، سرودهای تک صدایی خاورمیانه و همچنین هارمونی‌های معاصر اروپایی است. مجریان موسیقی اهل گرجستان به خوبی در عرصهٔ اپرای جهانی و صحنه‌های کنسرت معرفی شده‌اند.
موسیقی در فرهنگ مردم گرجی جایگاه ویژه‌ای دارد به طوری که گرجی‌ها معمولاً پس از هر مجلس میهمانی، ناگهان خود به خود شروع به خواندن آوازه‌های مستانهٔ چندآوایی جالب توجه می‌کنند. این آوازها کاملاً وابسته به سرودهای مذهبی و کلیسایی قرون وسطی است.
از اواسط قرن نوزدهم فرهنگ اپرا در گرجستان گسترش یافت. عمارت اپرای تفلیس در سال ۱۸۸۳ ساخته شده‌است و در سال ۱۹۱۸ کنسرواتوار تفلیس افتتاح شد. مصنفان معاصر گرجستان مانند زکریا پالیاشویلی (۱۸۷۲–۱۹۳۳) و دیمیتری آراکیشویلی (۱۸۷۳–۱۹۵۳) اپراهایی داشتند که در تمام جمهوری‌های شوروی شهرت داشته‌است.

## موسیقی سنتی گرجی
یک منبع مربوط به سدهٔ یازدهم میلادی، اطلاعاتی دربارهٔ وجود دو گونه موسیقی صوتی در بیزانس و گرجستان، به دست می‌دهد. یکی از آنها یونانی و تک صوتی بود و دیگری گرجی و با سه درجه صوت خوانده می‌شد. در روزگار باستان، همسایگان گرجستان تنها با سرود تک صوتی آشنا بودند، به طوری که موسیقی گرجی، با آهنگ چند صوتی تکامل یافته اش، هم از لحاظ آواهای محلی و هم از لحاظ موسیقی کلیسایی، و هماهنگی ابتکاری اش، نسبت به محیط خود استثنایی بود، و نوعی جزیره در دریایی از آوازهای تک صوتی به‌شمار می‌رفت. از منابع باستانی چنین بر می‌آید که هرگاه متن سرودها از یونانی به گرجی ترجمه می‌شد، موسیقی جدیدی به جای موسیقی همراه آن می‌نوشتند، زیرا همانگونه که یک مؤلف گرجی در سدهٔ دوازدهم اظهار داشته‌است: «سرودهای مذهبی یونانی برای ملت ما بیگانه است.» از مصنفان گرجی قرون وسطی عبارت اند از: گریگول خاندزتلی (قرن ۸ و ۹ میلادی)، میخاییل مودرکیلی و ایوانه متبواری (سده ۱۰ میلادی).
نوت‌های موسیقی بر روی دست نوشته‌هایی از سرودهای دینی گرجستان باستان مدت‌ها ناشناخته ماند. ۹ دست نوشتهٔ عمده، که چند نسخه از آن‌ها به طرز زیبایی تذهیب کاری شده‌است، و دارای نمونه‌هایی از نوت‌های موسیقی باستانی است، وجود دارد که از میان آنها یک دستنوشته در کوه آتوس در یونان، سه دست نوشته در دیر کاترین مقدس در کوه سینا و بقیه در خود گرجستان وجود دارند. یک زبان‌شناس گرجی به نام پاوله اینگوروکوا، موفق به بازسازی آهنگ‌های واقعی این سرودهای کلیسایی شده‌است.
از تصاویر آن دستنوشته‌ها چنین بر می‌آید که در قرون وسطی، گرجی‌ها از سنج، عود، تنبور و نی استفاده می‌کرده‌اند. یک مینیاتور جالب توجه قرون وسطایی از گرجستان، جدعون و نوازندگان بنی اسرائیلی را نشان می‌دهد که با شیپورهای قفقازی آهنگ‌های با روحی می‌نوازند، و اهالی مدین را می گریزانند. والنتیا استشنکو-کوفتینا، تک نگارهٔ بسیار جالبی دربارهٔ نی لبک‌های گرجی نوشته و مشابهات آنها را در یونان و آسیای باستان و همچنین آمریکای جنوبی، چین و جنوب شرقی آسیا نشان داده‌است.

## آلات موسیقی

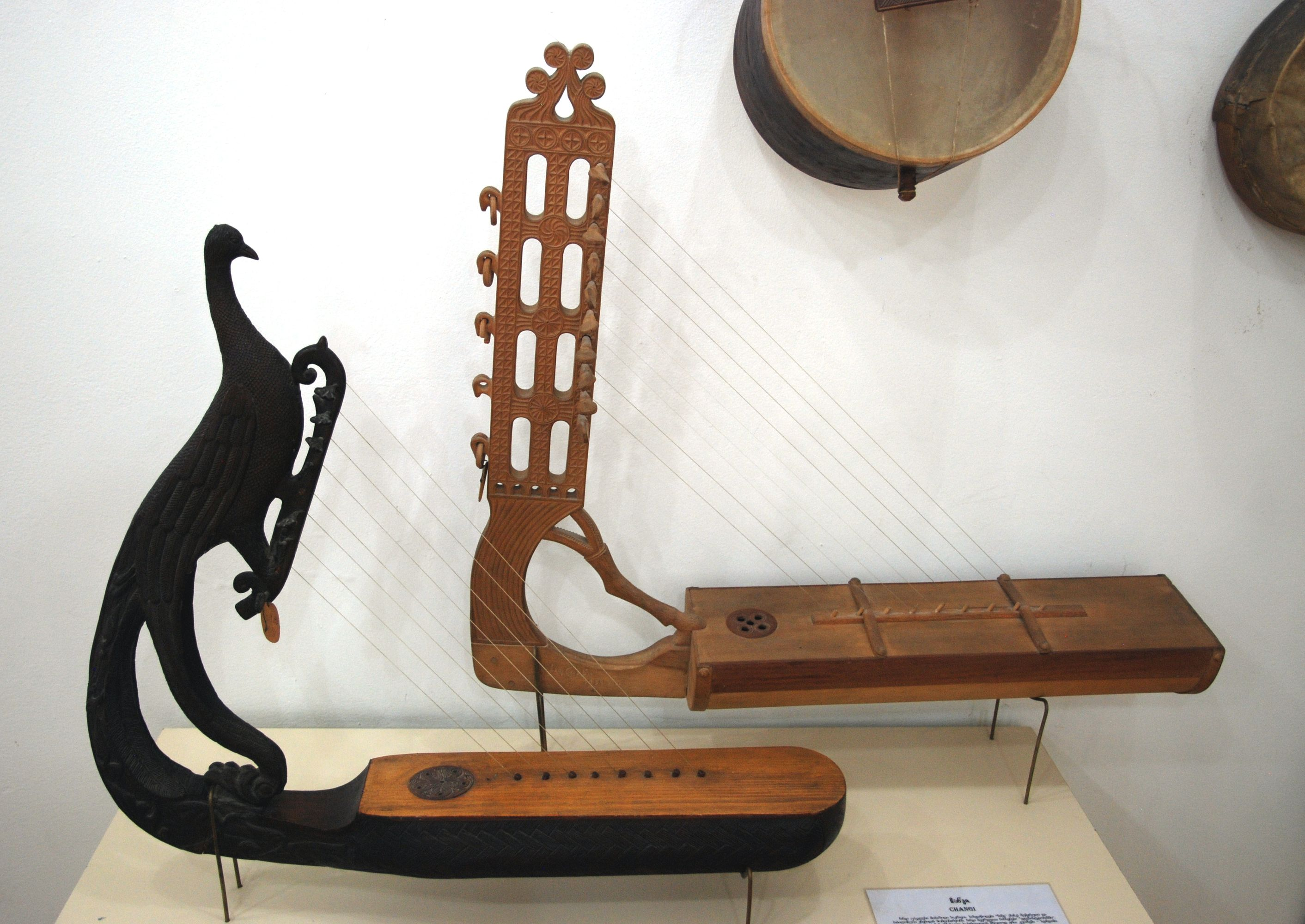
چَنگ
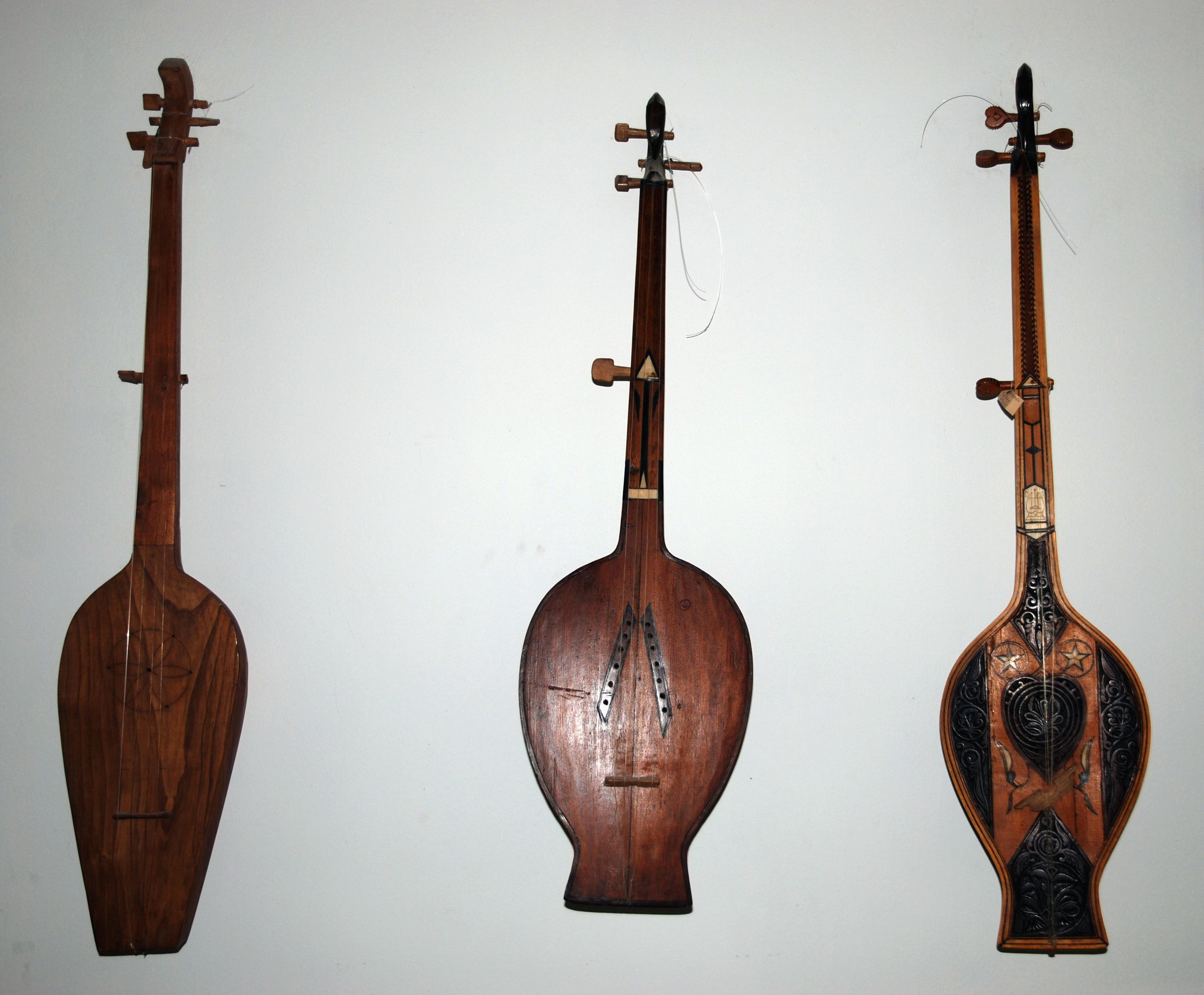
چُنْگوری
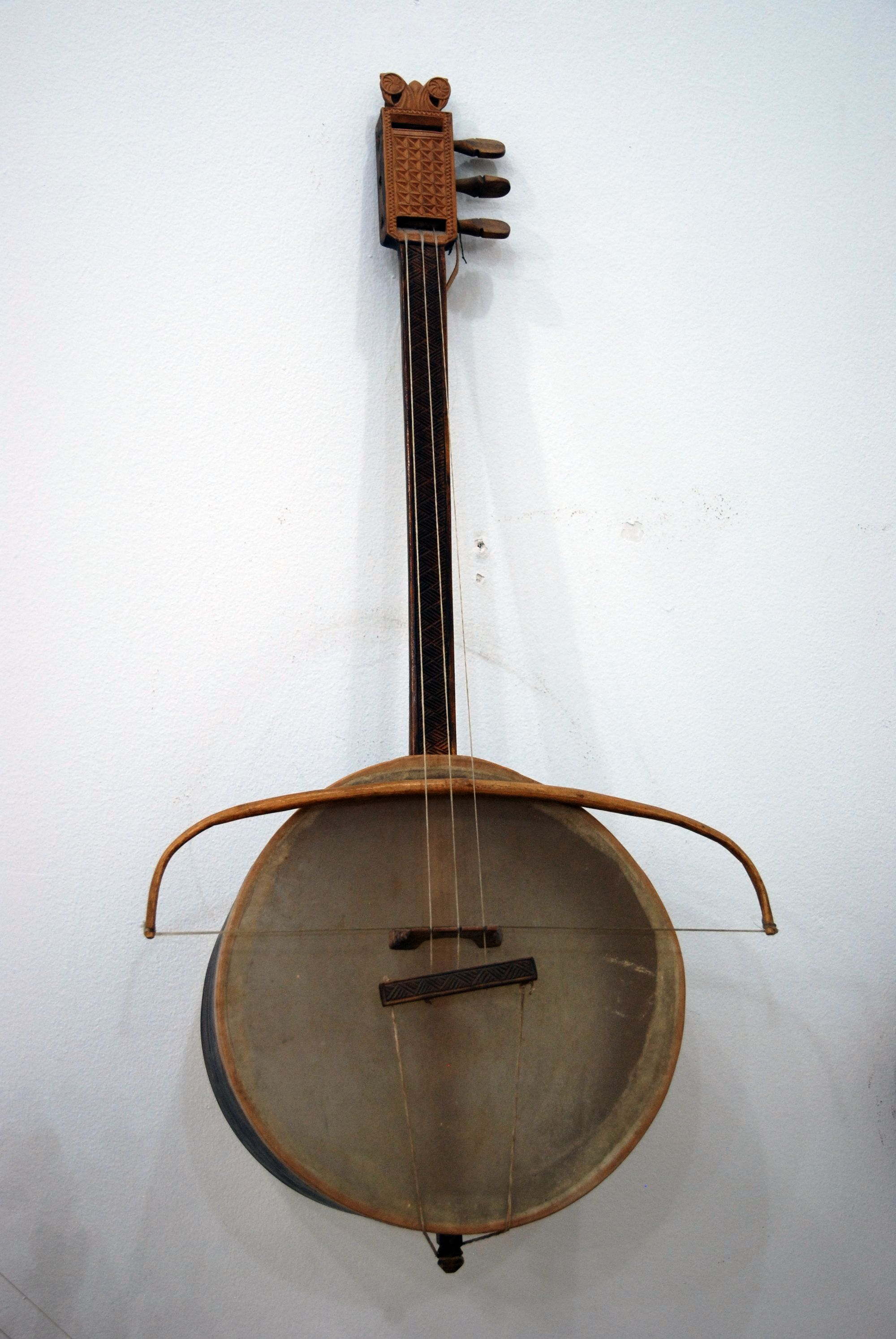
چونیری
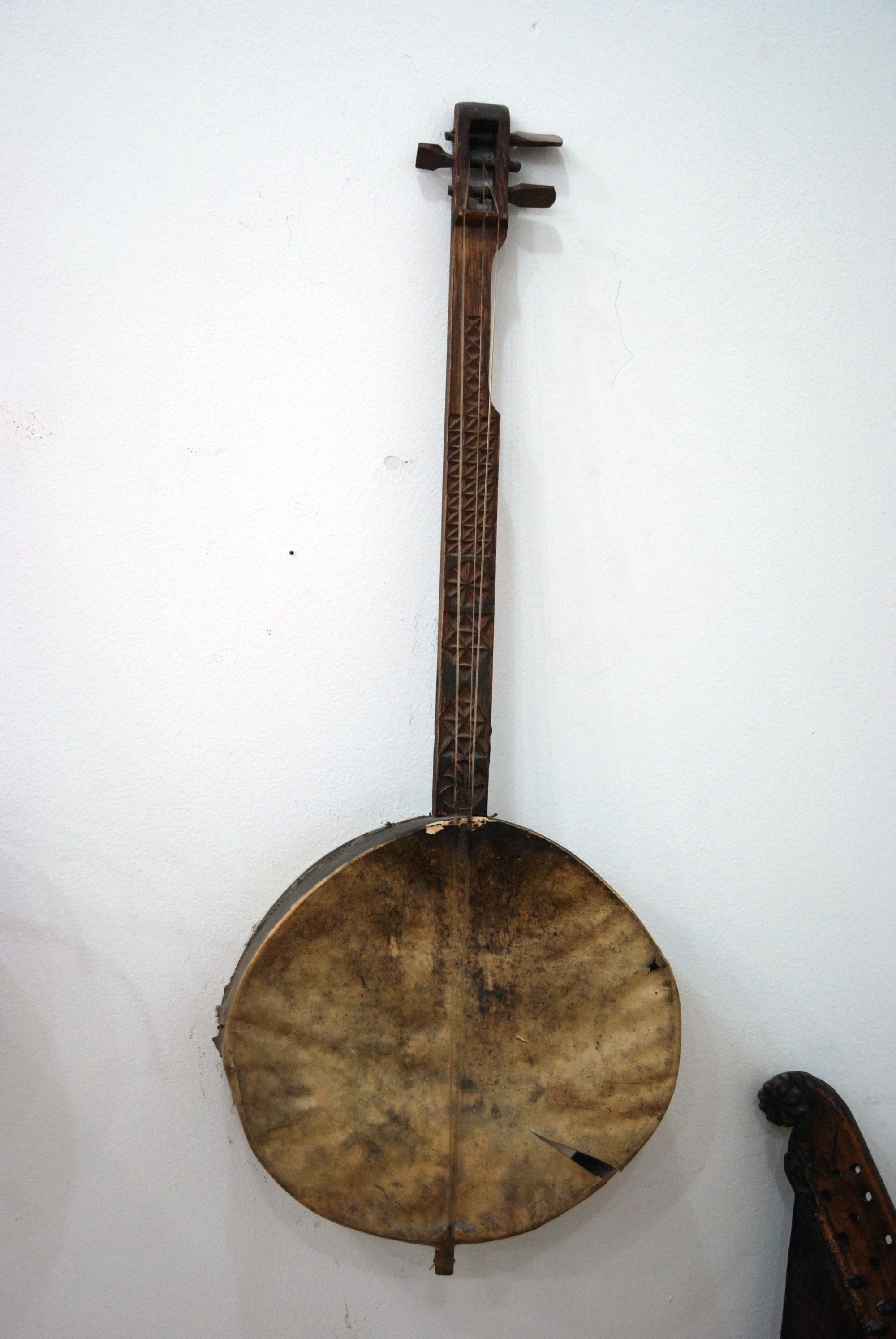
چونیری
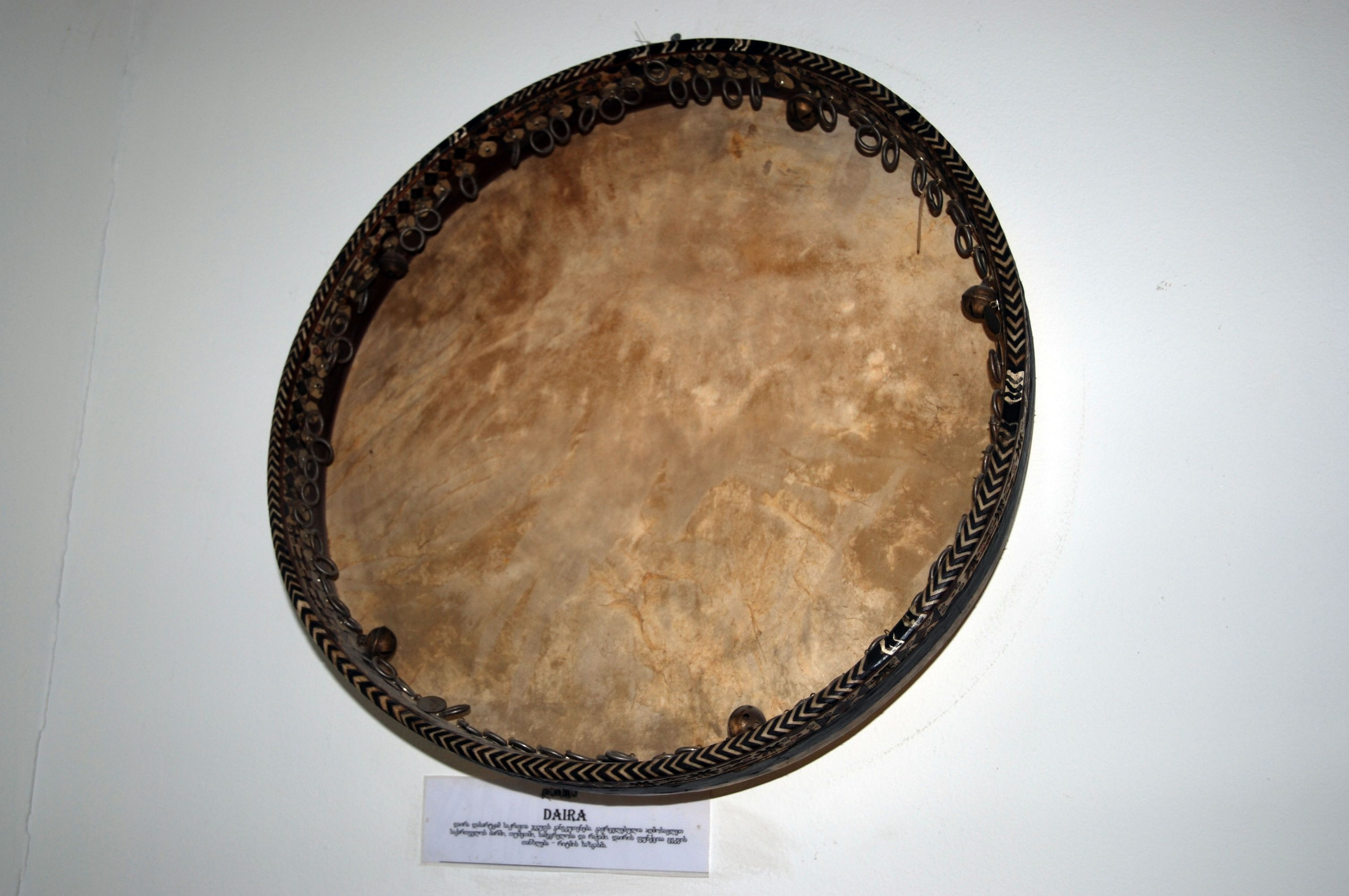
دایره
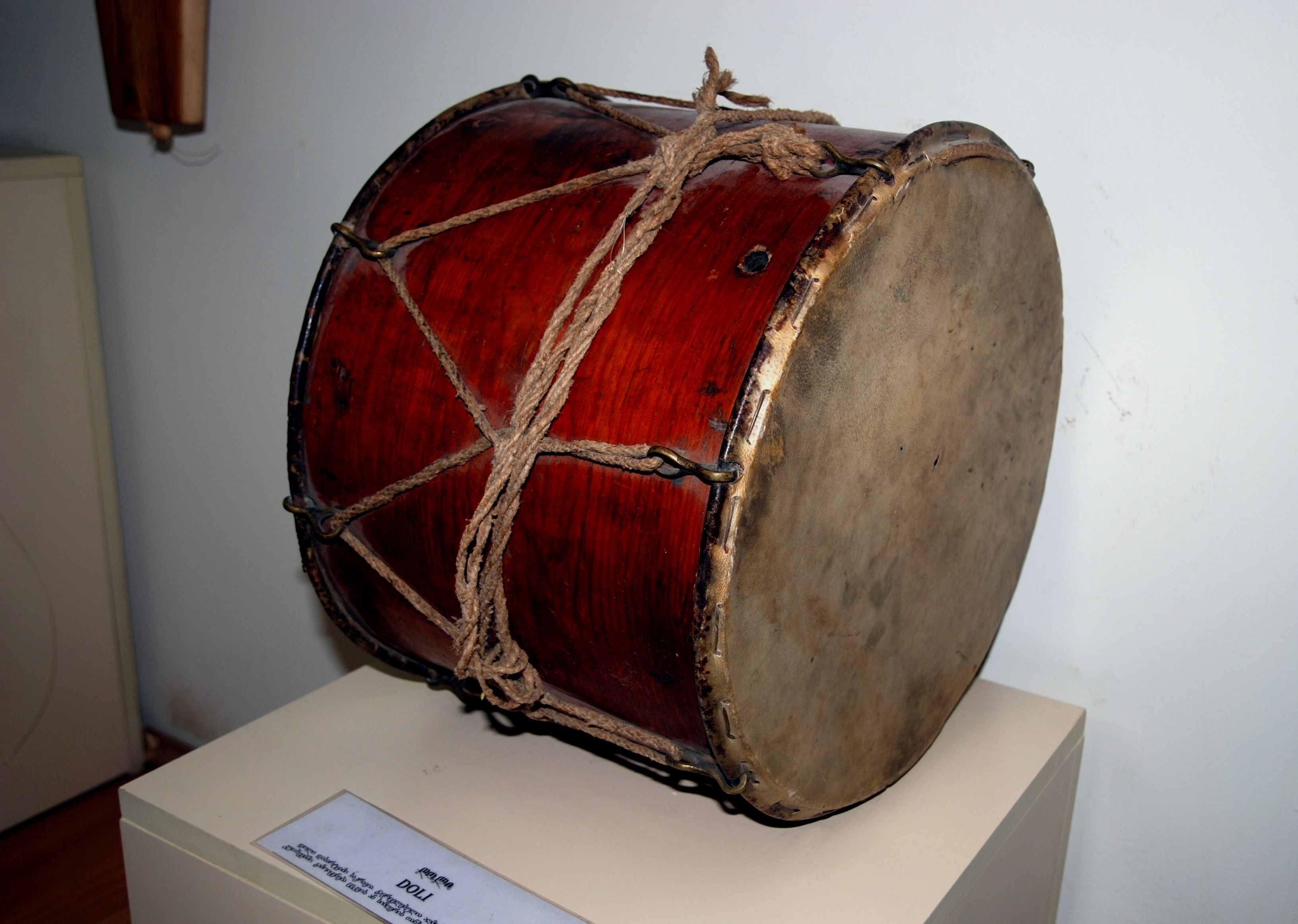
دُلی
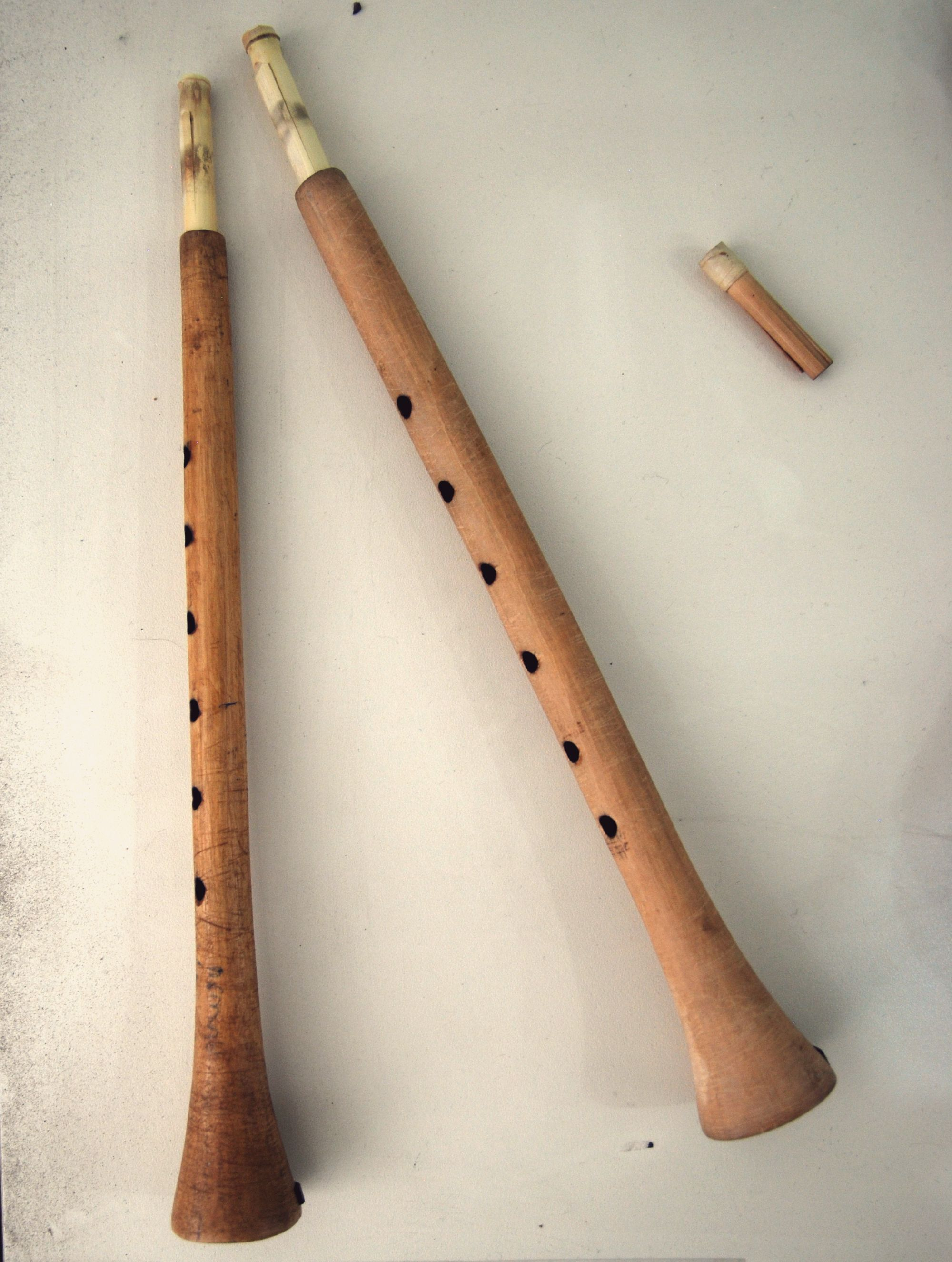
پیلیلی
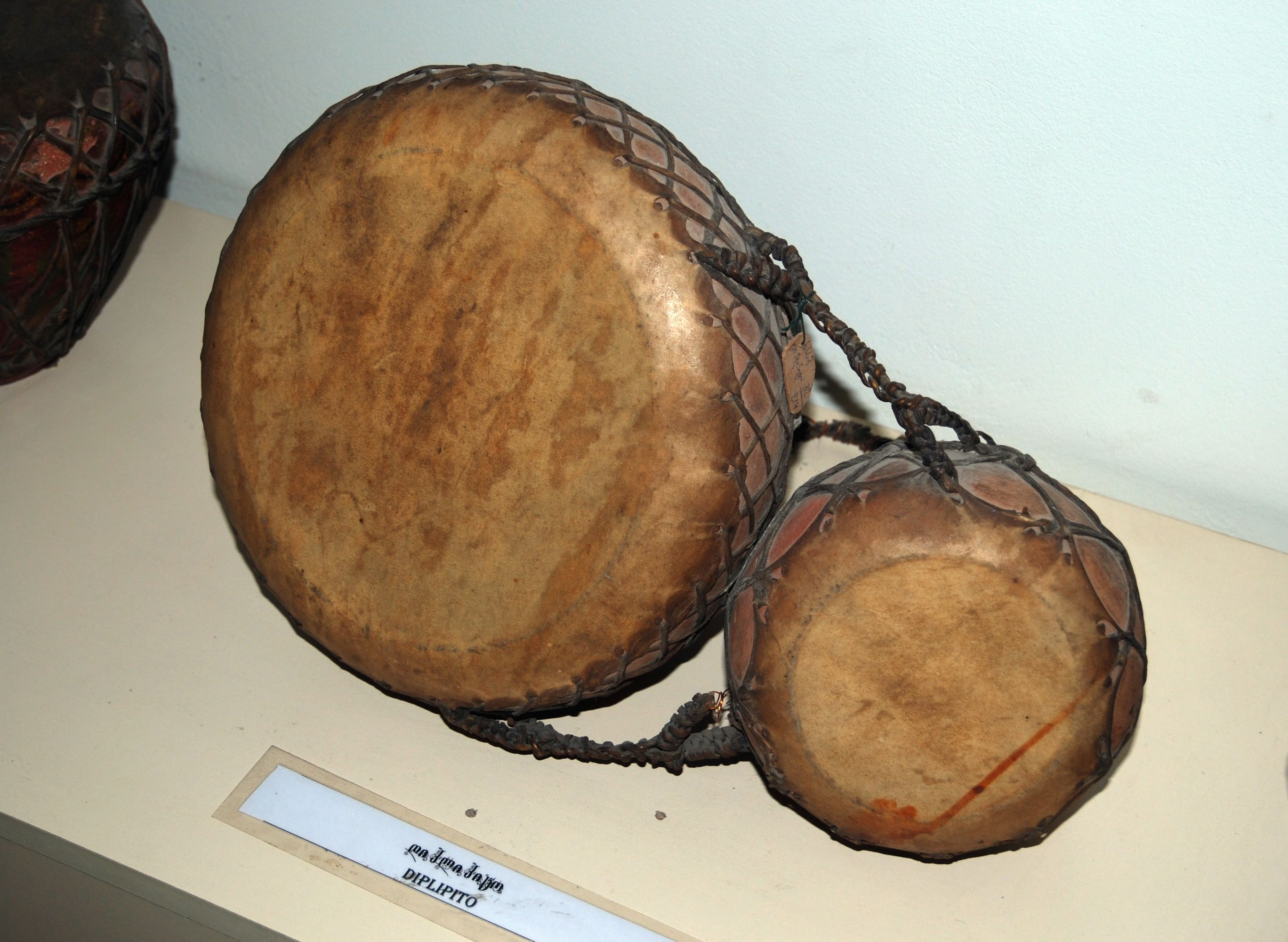
دیپیلپیتی
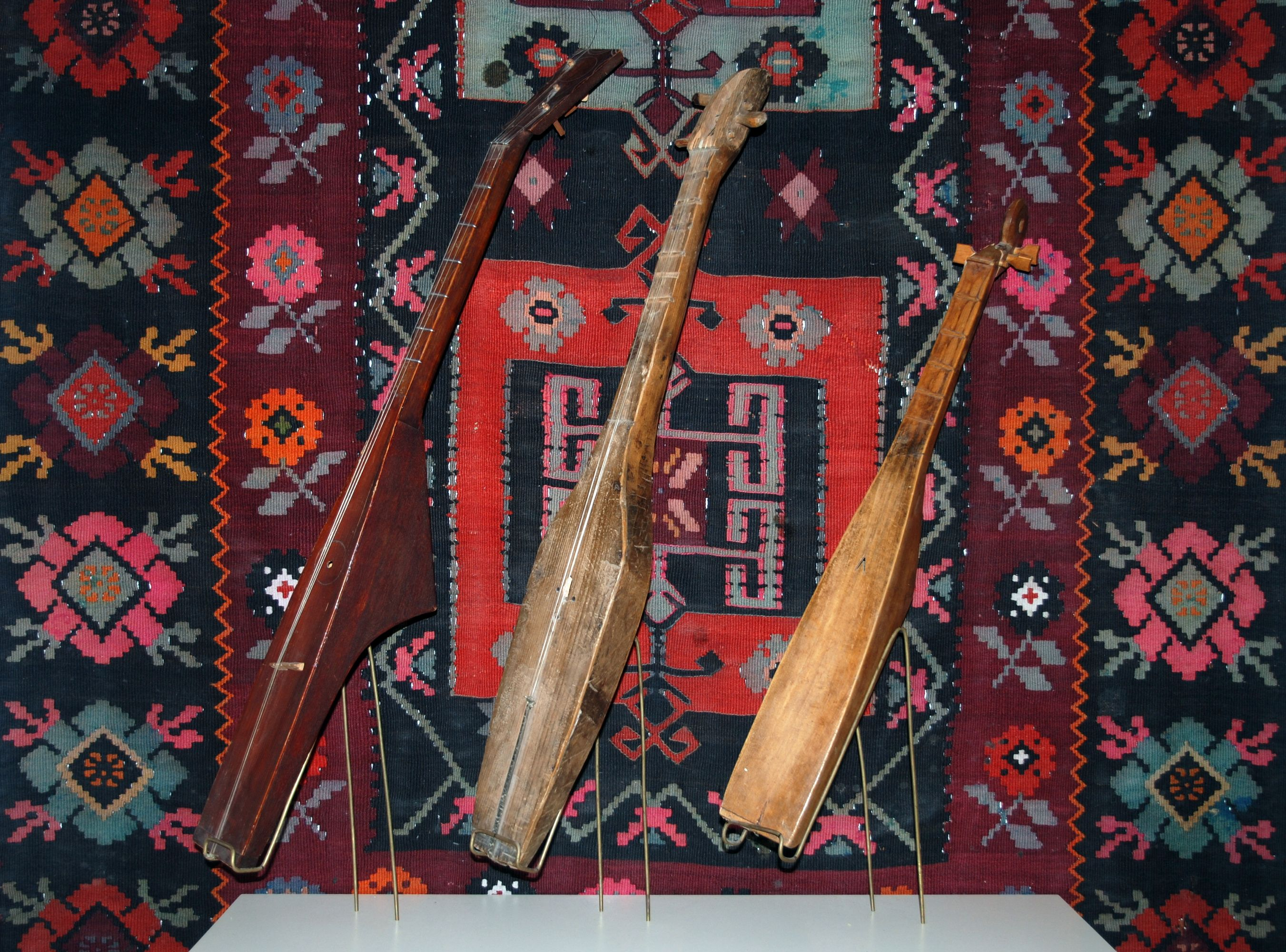
پانْدوری
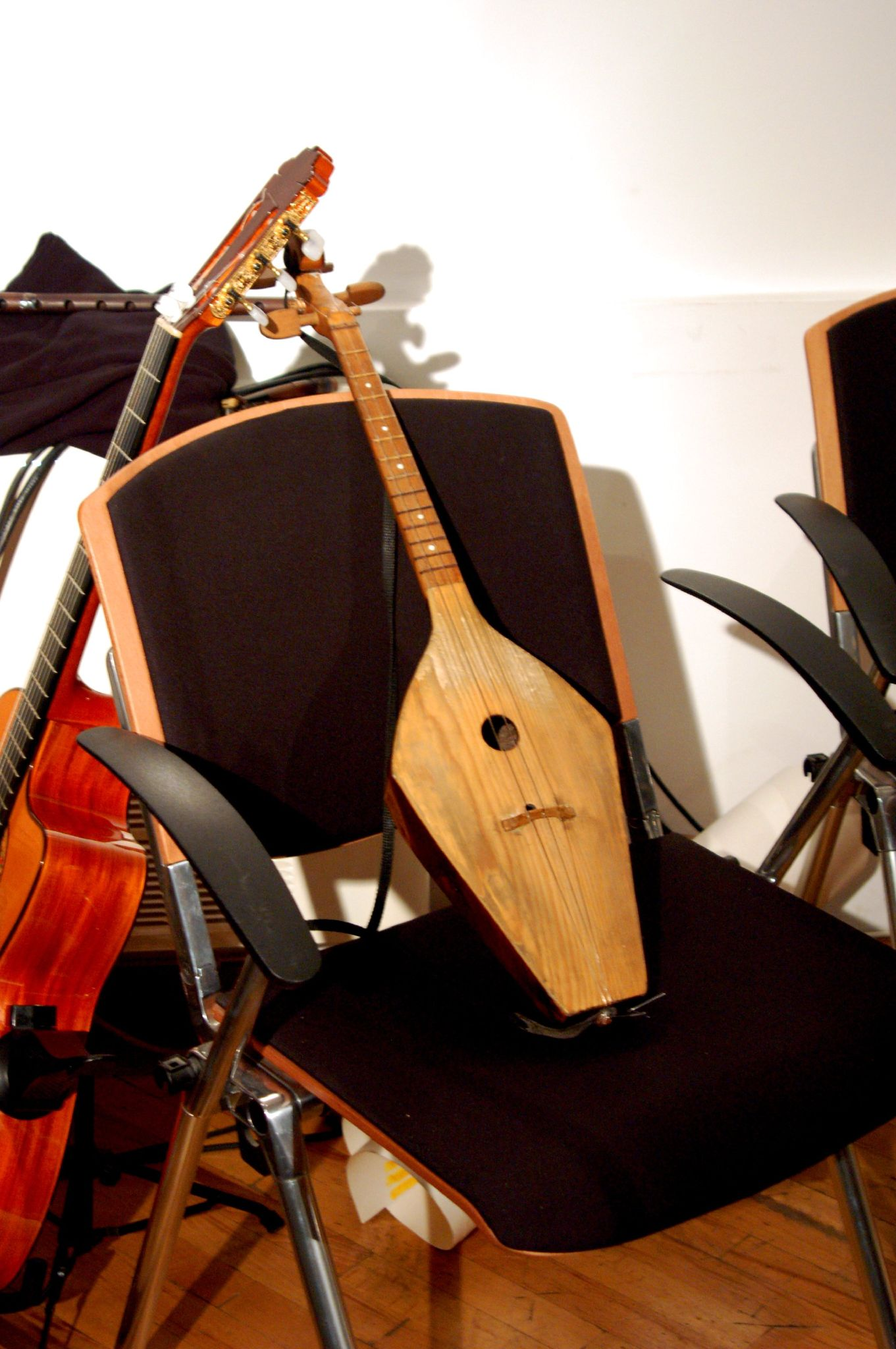
پانْدوری
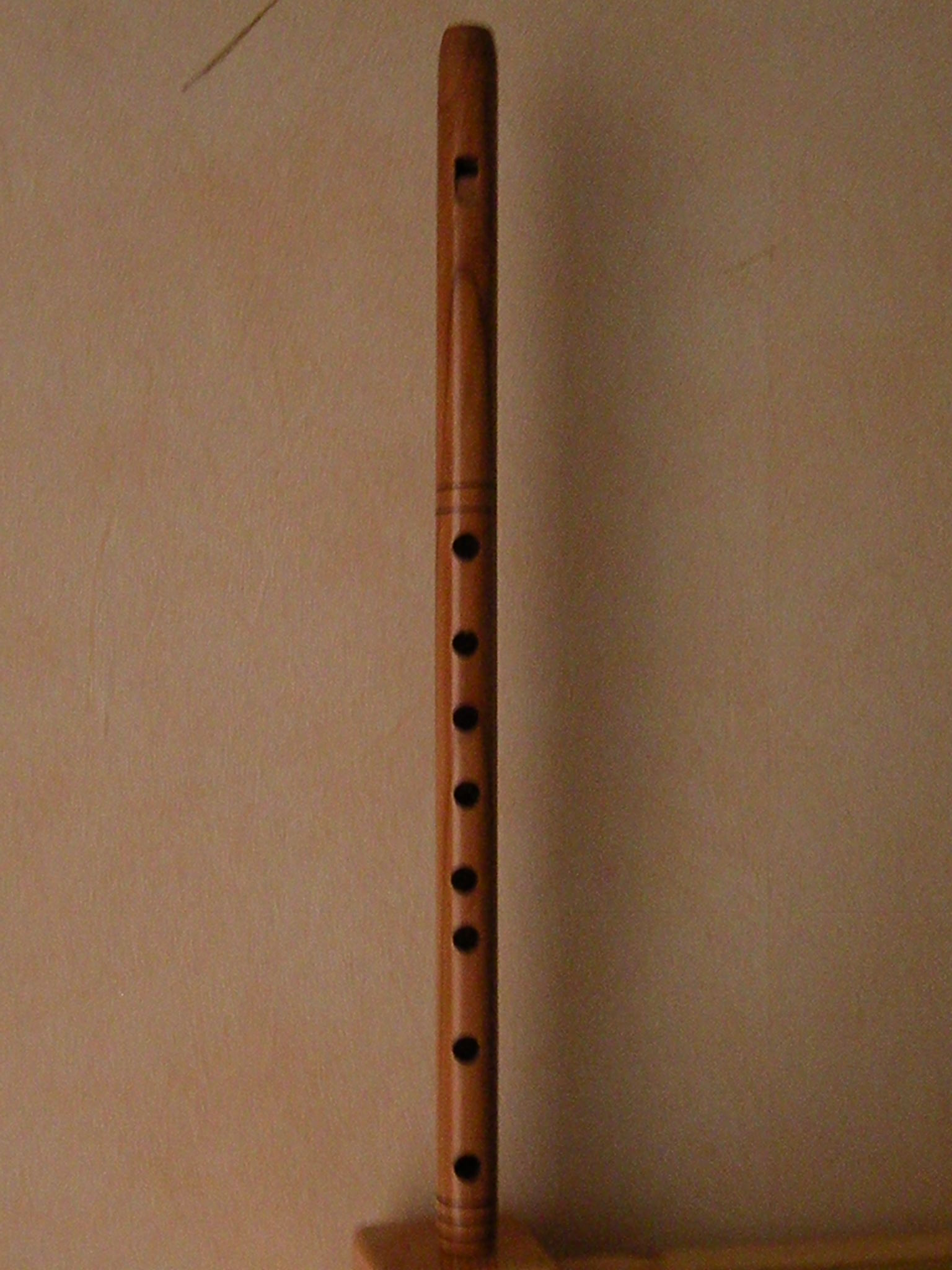
سالاموری